# Jocs Asiàtics
Els Jocs Asiàtics són una competició multiesportiva que se celebra cada quatre anys i en la qual participen esportistes de tots els països d'Àsia.
Venen a ser una versió reduïda d'uns Jocs Olímpics, similars a altres jocs regionals que se celebren en diferents parts el món, com els Jocs Panamericans, els Jocs del Mediterrani o els Jocs de la Commonwealth, entre d'altres.
Entre els esports que tenen cabuda dins dels Jocs Asiàtics, a més dels habituals com l'atletisme, la natació, la gimnàstica o el voleibol, hi ha esports més típicament asiàtics i que no són olímpics com el Wushu, el Kabaddi o el Sepak Takraw.
L'organització d'aquests Jocs està realitzada pel Consell Olímpic d'Àsia (Olympic Council of Asia, OCA) i sota la supervisió del Comitè Olímpic Internacional. Són molt populars en els països asiàtics. Els països que solen guanyar més medalles són Xina, Japó, Corea del Sud i l'Índia.

## Història

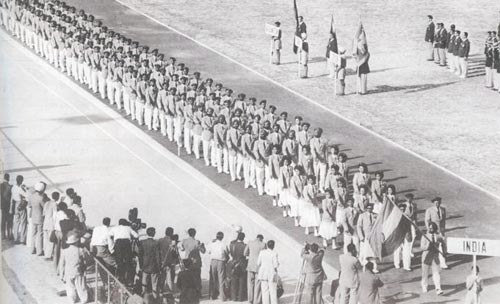
Cerimònia d'inauguració dels primers Jocs Asiàtics, 1951.

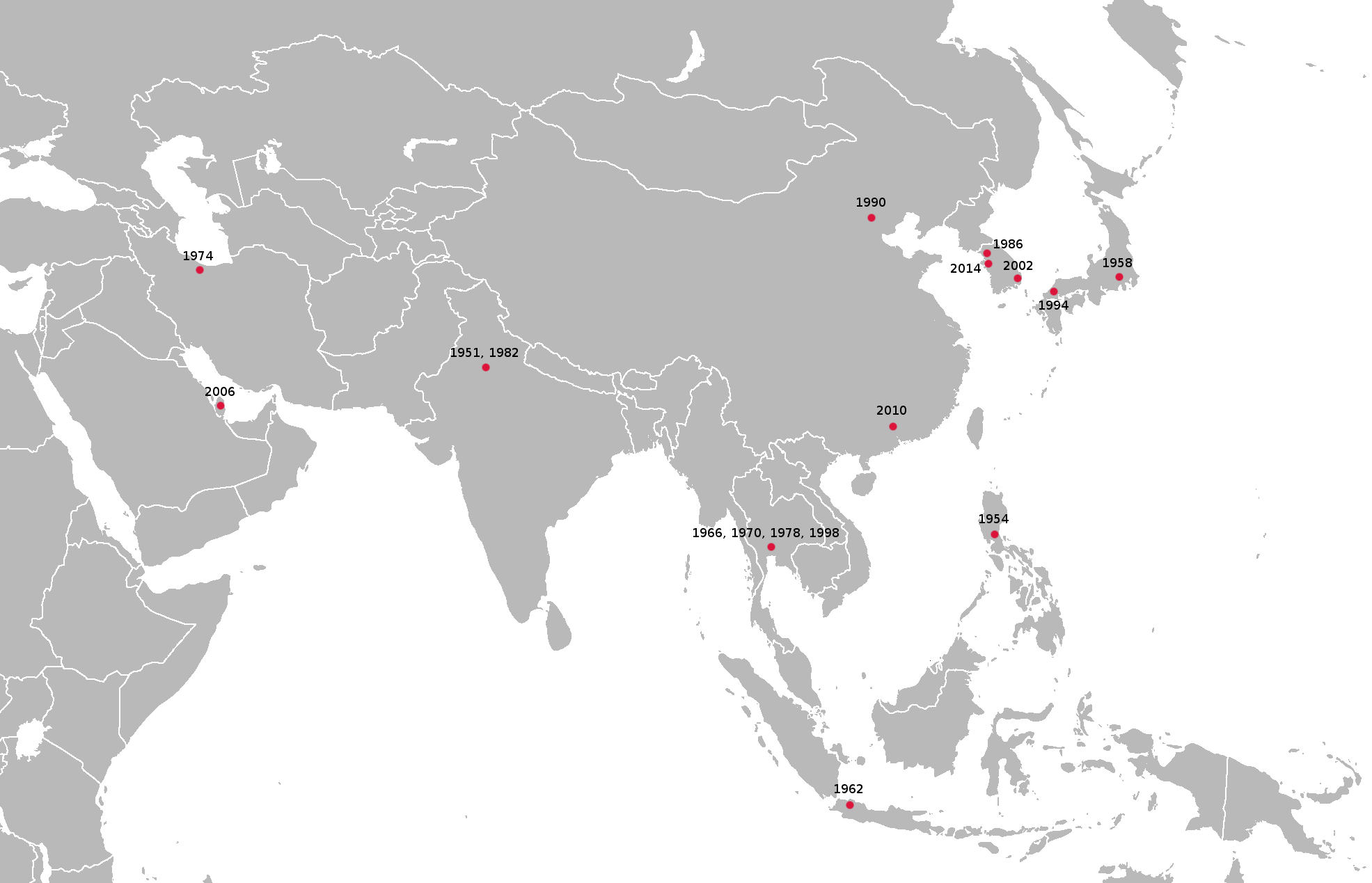
Països seu dels Jocs fins al 2014. El punt vermell indica la ciutat seu.

L'origen dels Jocs Asiàtics, també coneguts com a Asiada està en uns petits jocs multiesportius anomenats Far Eastern Championship Games (Jocs del Llunyà Est) que es van disputar per primera vegada el 1913 a Manila, Filipines, i que tenien com finalitat fomentar l'amistat i les bones relacions entre tres nacions: Japó, Filipines i Xina, tradicionalment enfrontades en nombrosos conflictes.
Aquest esdeveniment va arribar a la seva fi el 1938 quan es va produir la invasió japonesa de la Xina, i posteriorment l'annexió de les Filipines en el transcurs de la Segona Guerra Mundial.
Després de la Guerra, bastants països asiàtics van aconseguir la independència, dins del procés de descolonització mundial. Després de la terrible experiència bèl·lica, va tornar a renéixer la idea d'uns Jocs esportius que facilitessin l'enteniment i l'amistat, i en els quals l'hegemonia no s'aconseguís usant la violència.
Durant la 14a reunió del Comitè Olímpic Internacional, celebrada a Londres el 1948, dies abans d'inaugurar-se els Jocs Olímpics, el representant indi del COI, Guru Dutt Sondhi va realitzar la proposta als dirigents esportius de la resta de països asiàtics, i es van iniciar converses per a l'organització d'uns Jocs Asiàtics. Es va decidir que la primera edició dels Jocs Asiàtics se celebraria a Nova Delhi, Índia, el 1951.
Diversos conflictes interns han marcat els Jocs Asiàtics, com els canvis de seu dels anys 1970 i 1978 per problemes entre nacions. A més, la participació de Taiwan sempre ha estat un problema per l'oposició de la República Popular de la Xina. Actualment, pot competir sota el nom de la Xina Taipei. Un altre conflicte fou la participació d'Israel. El Consell Olímpic d'Àsia decidí la seva expulsió, a causa de la seva política agressiva contra el poble àrab.
L'any 1994, després de resoldre alguns conflictes, l'OCA va admetre les repúbliques ex soviètiques del Kazakhstan, Kirguizstan, Uzbekistan, Turkmenistan i Tadjikistan.

## Jocs Asiàtics d'estiu
| Any  | Jocs  | Seu                          | 1a posició (Ors)      | 2a posició (Ors)     | 3a posició (Ors)     | refs   |
| ---- | ----- | ---------------------------- | --------------------- | -------------------- | -------------------- | ------ |
| 1951 | I     | Nova Delhi, Índia            | Japó (24)             | Índia (15)           | Iran (8)             | [ 1 ]  |
| 1954 | II    | Manila, Filipines            | Japó (38)             | Filipines (14)       | Corea del Sud (8)    | [ 2 ]  |
| 1958 | III   | Tòquio (Japó)                | Japó (67)             | Filipines (9)        | Corea del Sud (8)    | [ 3 ]  |
| 1962 | IV    | Jakarta, Indonèsia           | Japó (73)             | Indonèsia (11)       | Índia (10)           | [ 4 ]  |
| 1966 | V     | Bangkok, Tailàndia           | Japó (78)             | Corea del Sud (12)   | Tailàndia (11)       | [ 5 ]  |
| 1970 | VI    | Bangkok, Tailàndia           | Japó (74)             | Corea del Sud (18)   | Tailàndia (9)        | [ 6 ]  |
| 1974 | VII   | Teheran, Iran                | Japó (75)             | Iran (36)            | R.P. de la Xina (33) | [ 7 ]  |
| 1978 | VIII  | Bangkok, Tailàndia           | Japó (70)             | R.P. de la Xina (51) | Corea del Sud (18)   | [ 8 ]  |
| 1982 | IX    | Nova Delhi, Índia            | R.P. de la Xina (61)  | Japó (57)            | Corea del Sud (28)   | [ 9 ]  |
| 1986 | X     | Seül, Corea del Sud          | R.P. de la Xina (94)  | Corea del Sud (93)   | Japó (58)            | [ 10 ] |
| 1990 | XI    | Pequín, RP Xina              | R.P. de la Xina (183) | Corea del Sud (54)   | Japó (38)            | [ 11 ] |
| 1994 | XII   | Hiroshima, Japó              | R.P. de la Xina (125) | Japó (64)            | Corea del Sud (63)   | [ 12 ] |
| 1998 | XIII  | Bangkok, Tailàndia           | R.P. de la Xina (129) | Corea del Sud (65)   | Japó (52)            | [ 13 ] |
| 2002 | XIV   | Busan, Corea del Sud         | R.P. de la Xina (150) | Corea del Sud (96)   | Japó (44)            | [ 14 ] |
| 2006 | XV    | Doha, Qatar                  | R.P. de la Xina (165) | Corea del Sud (58)   | Japó (50)            | [ 15 ] |
| 2010 | XVI   | Guangzhou, RP Xina           | R.P. de la Xina (199) | Corea del Sud (76)   | Japó (48)            | [ 16 ] |
| 2014 | XVII  | Incheon, Corea del Sud       | R.P. de la Xina (151) | Corea del Sud (79)   | Japó (47)            | [ 17 ] |
| 2018 | XVIII | Jakarta-Palembang, Indonèsia | R.P. de la Xina (132) | Japó (75)            | Corea del Sud (49)   | [ 18 ] |
| 2022 | XIX   | Hangzhou, RP Xina            | R.P. de la Xina (201) | Japó (52)            | Corea del Sud (42)   | [ 19 ] |
| 2026 | XX    | Nagoya, Japó                 |                       |                      |                      |        |
| 2030 | XXI   | Doha, Qatar                  |                       |                      |                      |        |
| 2034 | XXII  | Riad, Aràbia Saudita         |                       |                      |                      |        |

1. ↑  Originàriament atorgats a Seül, va renunciar per problemes amb Corea del Nord.
2. ↑  Originàriament atorgats a Islamabad, va renunciar pels conflictes entre Pakistan i Índia.
3. ↑  Originàriament atorgats a Hanoi, va renunciar pels crisi econòmica on Vietnam.

## Jocs Asiàtics d'hivern
Des de 1986, també es disputen, cada quatre anys, els Jocs Asiàtics d'hivern.
| Any  | Jocs | Seu                       | 1a posició (Ors)     | 2a posició (Ors)    | 3a posició (Ors)     | refs   |
| ---- | ---- | ------------------------- | -------------------- | ------------------- | -------------------- | ------ |
| 1986 | I    | Sapporo, Japó             | Japó (29)            | R.P. de la Xina (4) | Corea del Sud (1)    | [ 20 ] |
| 1990 | II   | Sapporo, Japó             | Japó (18)            | R.P. de la Xina (9) | Corea del Sud (6)    | [ 21 ] |
| 1996 | III  | Harbin, RP Xina           | R.P. de la Xina (15) | Kazakhstan (17)     | Japó (8)             | [ 22 ] |
| 1999 | IV   | Gangwon, Corea del Sud    | R.P. de la Xina (15) | Corea del Sud (11)  | Kazakhstan (10)      | [ 23 ] |
| 2003 | V    | Aomori, Japó              | Japó (24)            | Corea del Sud (10)  | R.P. de la Xina (9)  | [ 24 ] |
| 2007 | VI   | Changchun, RP Xina        | R.P. de la Xina (19) | Japó (13)           | Corea del Sud (9)    | [ 25 ] |
| 2011 | VII  | Astanà-Almati, Kazakhstan | Kazakhstan (32)      | Japó (13)           | Corea del Sud (13)   | [ 26 ] |
| 2017 | VII  | Sapporo, Japó             | Japó (27)            | Corea del Sud (16)  | R.P. de la Xina (12) | [ 27 ] |
| 2025 | VIII | Harbin, RP Xina           |                      |                     |                      |        |
| 2029 | XIX  | Trojena, Aràbia Saudita   |                      |                     |                      |        |

1. ↑  Originàriament atorgats a Corea del Nord, foren canviats per problemes polítics.